# Joe Napolitano

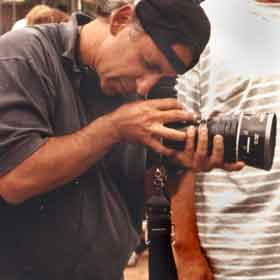
Joe Napolitano bei den Dreharbeiten zu Zurück in die Vergangenheit (1991)

Joseph Ralph „Joe“ Napolitano (selten auch J. R. Napolitano, geb. 22. November 1948 in Brooklyn, New York City, New York; gest. 23. Juli 2016 in Los Angeles, Kalifornien) war ein US-amerikanischer Fernsehregisseur. Er arbeitete auch für viele bekannte Filmregisseure als Regieassistent. Seine Schaffensperiode reichte von 1974 bis zu seinem Lebensende im Jahr 2016 und umfasst über 50 Produktionen.

## Leben und Werk
Napolitanos lange Liste von produzierten Serienepisoden als Regisseur umfassen unter anderem zwölf Episoden von Zurück in die Vergangenheit, zwei Episoden von Akte X – Die unheimlichen Fälle des FBI, zwei Episoden von Picket Fences – Tatort Gartenzaun, drei Episoden von Pretender, zwei Episoden von L.A. Doctors, zwei Episoden von Dawson’s Creek, vier Episoden von  Boston Public und 14 Episoden von Strong Medicine: Zwei Ärztinnen wie Feuer und Eis. Ebenso zwei Fernsehfilme, Du bist ja ein Engel! (Earth Angel) und Virus (Contagious). Für ihre Rolle in letzterem bekam die Schauspielerin Elizabeth Peña 1998 einen ALMA Award in der Kategorie Outstanding Actress in a Made-for-Television Movie or Mini-Series verliehen.
In den 1980ern arbeitete Joe Napolitano auch regelmäßig bei Spielfilmen als Regieassistent für Regiegrößen wie Brian De Palma (bei Blow Out – Der Tod löscht alle Spuren, Scarface, Der Tod kommt zweimal, Wise Guys – Zwei Superpflaumen in der Unterwelt, The Untouchables – Die Unbestechlichen), Brian G. Hutton (bei The First Deadly Sin mit Frank Sinatra und Faye Dunaway), Danny DeVito (bei Schmeiß’ die Mama aus dem Zug!), Stuart Rosenberg (bei Der Pate von Greenwich Village), Donald P. Bellisario (bei Last Rites), Ron Howard (bei Eine Wahnsinnsfamilie), Howard Zieff (bei Das Traum-Team) und Terry Gilliam (bei König der Fischer). Für die neue Regiegröße Antoine Fuqua übernahm er 2009 erneut die Arbeit als Regieassistent bei Gesetz der Straße – Brooklyn’s Finest.
1996 übernahm er die Regie bei den Spielfilmelementen des Videospiels Zork Nemesis.

## Filmografie (Auswahl)
- 1991: Du bist ja ein Engel! (Earth Angel, Fernsehfilm)
- 1991: Die Staatsanwältin und der Cop (Reasonable Doubts, Episode 1x03)
- 1992: I’ll Fly Away (Episode 1x15)
- 1990–1992: Zurück in die Vergangenheit (Quantum Leap, 12 Episoden)
- 1992: Covington Cross (2 Episoden)
- 1992: Tropical Doctors (Going to Extremes, Episode 1x10)
- 1993: Ausgerechnet Alaska (Northern Exposure, Episode 4x17)
- 1993: Class of ’96 (Episode 1x10)
- 1993: SeaQuest DSV (SeaQuest 2032, Episode 1x03)
- 1993: Die Abenteuer des Brisco County jr. (The Adventures of Brisco County, Jr., Episode 1x11)
- 1993–1994: Akte X – Die unheimlichen Fälle des FBI (The X-Files, 2 Episoden)
- 1994: M.A.N.T.I.S. (Episode )
- 1994–1995: Earth 2 (3 Episoden)
- 1995: Wenn Sekunden entscheiden (Medicine Ball, Fernsehfilm)
- 1995: Chicago Hope – Endstation Hoffnung (Chicago Hope, Episode 2x06)
- 1995–1996: Picket Fences – Tatort Gartenzaun (Picket Fences, 2 Episoden)
- 1995–1997: JAG – Im Auftrag der Ehre (JAG, 4 Episoden)
- 1996: Murder One (Episode 1x16)
- 1996: Viper (Episode 1x02)
- 1997: Virus (Contagious, Fernsehfilm)
- 1997: Practice – Die Anwälte (The Practice, Episode 2x05)
- 1997: Ally McBeal (Episode 1x11)
- 1997–1998: Pretender (The Pretender, 3 Episoden)
- 1998–2000: Dawson’s Creek (2 Episoden)
- 1999: Wasteland (Episode 1x11)
- 1999: L.A. Doctors (2 Episoden)
- 1999: Martial Law – Der Karate-Cop (Martial Law, Episode 2x01)
- 1999: Snoops – Charmant und brandgefährlich (Snoops, Episode 1x09)
- 2000–2006: Strong Medicine: Zwei Ärztinnen wie Feuer und Eis (Strong Medicine, 14 Episoden)
- 2001: FreakyLinks (Episode 1x07)
- 2001: Kate Brasher (Fernsehfilm)
- 2001–2003: Boston Public (4 Episoden)
- 2003: Birds of Prey (Episode 1x12)
- 2003: The District – Einsatz in Washington (The District, Episode 4x07)
- 2006: Bones – Die Knochenjägerin (Bones, Episode 1x16)
- 2006: Runaway (Episode 1x07)
- 2008: Cashmere Mafia (Episode 1x04)